# Институт государства и права РАН
Институ́т госуда́рства и пра́ва Росси́йской акаде́мии нау́к (ИГП РАН) — научный юридический центр Российской Федерации. Входит в состав Отделения общественных наук РАН.

## История института
Институт государства и права ведет свою историю с 1925 года, когда был создан Институт советского строительства.
В 1936 году Институт вошёл в систему АН СССР.
В 1941—1943 годах находился в эвакуации в Ташкенте.

### История названий[1]
- Институт Советского Строительства при Коммунистической Академии (13.04.1925[2] — 1929)
- Институт советского строительства и права Коммунистической академии (1929—1936)
- Институт государственного права Академии наук СССР (1936—1938)
- Институт права Академии наук СССР (март 1938 — 1954)
- Институт права имени А. Я. Вышинского Академии наук СССР (1954—1959)
- Институт государства и права имени А. Я. Вышинского Академии наук СССР (1959—1964)
- Институт государства и права Академии наук СССР (1964—1991)
- Институт государства и права Российской академии наук (1991 — 18.12.2007)
- Учреждение Российской академии наук Институт государства и права Российской академии наук (18.12.2007[3] — 13.12.2011)
- Федеральное государственное бюджетное учреждение науки Институт государства и права Российской академии наук (с 13.12.2011[4])

### Директоры
| Годы      | Директор                                                       |
| --------- | -------------------------------------------------------------- |
| 1931—1937 | проф. Е. Б. Пашуканис                                          |
| 1937—1941 | акад. А. Я. Вышинский (в 1954—1964 гг. институт носил его имя) |
| 1942—1947 | акад. И. П. Трайнин                                            |
| 1948—1952 | член-корр. АН СССР Е. А. Коровин                               |
| 1952—1958 | член-корр. АН СССР П. Е. Орловский                             |
| 1958—1964 | член-корр. АН СССР П. С. Ромашкин                              |
| 1964—1973 | член-корр. АН СССР В. М. Чхиквадзе                             |
| 1973—1989 | акад. В. Н. Кудрявцев                                          |
| 1989—2004 | акад. Б. Н. Топорнин                                           |
| 2004—2017 | акад. А. Г. Лисицын-Светланов                                  |
| с 2017    | член-корр. РАН А. Н. Савенков                                  |

## Санкции
9 ноября 2023 года, на фоне вторжения России на Украину, Канада внесла ИГП РАН в санкционный список против российских структур дезинформации и военной пропаганды за «распространение ложных нарративов и пропаганды, которую выдают за экспертное мнение, в попытке узаконить неоправданное нарушение Россией суверенитета и территориальной целостности Украины».

## Подразделения института
- Секторы:
  - административного права
  - гражданского права, гражданского и арбитражного процесса
  - информационного права
  - истории государства, права и политических учений
  - международно-правовых исследований
  - налогового права
  - прав человека
  - правовых проблем международных экономических отношений
  - предпринимательского права
  - проблем правосудия
  - сельскохозяйственного и земельного права
  - сравнительного права
  - теории конституционного права
  - теории права и государства
  - трудового права и социального обеспечения
  - уголовного права и криминологии
  - финансового и банковского права
  - эколого-правовых исследований
- Консультативно-правовой центр
- Научные кабинеты и вспомогательные отделы и службы института:
  - Библиотека[8]
  - Кабинет библиографии
  - Кабинет российского законодательства
  - Кабинет зарубежного законодательства
  - Группа историко-правовой и архивной информации
  - Группа международных связей
  - Аспирантура
  - Отдел кадров
  - Бухгалтерия
  - Канцелярия
  - Редакционно-издательский отдел
  - Хозяйственная часть
  - Производственный отдел